# Нидерландска Индия
Нидерландски Източни Индии (на нидерландски: Nederlands-Indië, на индонезийски: Hindia-Belanda, на английски: Dutch East Indies) (1800 г. – 1942 г.) е бивша колония на Нидерландия, която е заемала територията на днешна Индонезия. Тя е основана като наследник на колониите, които са принадлежали на национализираната Нидерландската източноиндийска компания. През 1945 г., след японската окупация по време на Втората световна война, индонезийците обявяват своята независимост. Нидерландия признава суверенитета на Индонезия през 1949 г.

## Предистория
На 23 юни 1596 г. в пристанището Бантам пристига първата холандска търговска експедиция, капитан на която е Корнелиус Хутман. Холандците бързо осъзнават потенциалната рентабилност на тези територии. След първото си успешно проникване холандските търговци създават редица офиси в различни градове и провинции в Холандия. Тези офиси са били свързани с армията, флота и големия капитал и са били използвани за търговия със страните от Изтока, по-специално с този регион. Още през 1602 г. те се сливат в Източноиндийската компания, която притежава доста голям дялов капитал за това време.

## История

### Основаване
По време на наполеоновите войни територията на самата Холандия е превзета от Франция и всички холандски колонии автоматично стават френски. В резултат на това през 1808 – 1811 г. колонията се управлява от френски генерал-губернатор. През 1811 – 1816 г., по време на продължаващите наполеонови войни, територията на холандската Източна Индия е завзета от Англия, която се страхува от укрепването на Франция. Силата на холандската колониална империя е подкопана, но Англия се нуждае от протестантски съюзник срещу католическите колониални сили: Франция, Испания и Португалия. Следователно през 1824 г. окупираната територия е върната на Холандия съгласно англо-холандското споразумение в замяна на холандски колониални владения в Индия. Полуостров Малака също става владение на Англия. Получената граница между Британска Малая и Холандската Източна Индия и до днес остава границата между Малайзия и Индонезия.

### Териториална експанзия
Столицата на холандската Източна Индия е Батавия (сега Джакарта – столицата на Индонезия). Въпреки че остров Ява е бил контролиран от холандската източноиндийска компания и холандската колониална администрация в продължение на 350 години, от времето на Кун, пълен контрол над по-голямата част от холандските Източни Индии, включително островите Борнео, Ломбок и западната Нова Гвинея, е установен едва в началото на 20 век.

### Ислямско съпротивление
Коренното население на Индонезия, разчитайки на вътрешната стабилност на ислямските институции, оказва значително съпротивление на холандската източноиндийска компания, а след това и на холандската колониална администрация, която отслабва холандския контрол и обвърза въоръжените си сили. Най-дългите конфликти са войната с Падри в Суматра, Яванската война и кървавата Тридесетгодишна война в Султанат Ачех (северозападна Суматра), продължила от 1873 до 1908 година. През 1846 и 1849 г. холандците правят неуспешни опити да завладеят остров Бали, който е покорен едва през 1906 г. Значителен проблем за холандците е и доста силното пиратство в тези води (малайски, китайски, арабски, европейски), продължило до средата на 19 век.

### Падане
На 10 януари 1942 г. Япония, усещайки нуждата от минерали, с които холандските Източни Индии са богати (предимно нефт), обявява война на Кралство Холандия. По време на операцията в Холандска Източна Индия, територията на колонията до март 1942 г. е напълно превзета от японски войски. Падането на Холандска Източна Индия означава и края на холандската колониална империя. Още на 17 август 1945 г., след освобождението от Япония, е провъзгласена Република Индонезия. Холандия я признава през 1949 г. едва след поражението в Индонезийската война за независимост.